# Sarrieres
Al segle xvi rebien el nom de sarrieres els membres del bàndol que donava suport a la família gironina Sarriera, en la guerra que van mantenir durant 25 anys amb el bàndol dels agullanes, de la família Agullana, a la ciutat de Girona i el seu entorn així com a les comarques empordaneses.
L'enfrontament es va declarar el 1507 amb el deseiximent de Miquel de Cartellà, senyor de la torre de Cartellà a Maçanet de la Selva, contra els seus parents: la família Camós, amb els quals ja feia temps que es disputaven unes terres violentament. Les famílies emparentades amb les dues nissagues els donaren llur suport activament i el conflicte passà a engruixir el fenomen del bandolerisme català. El punt culminant fou el 1512 quan Miquel Sarriera i de Margarit, que llavors era batlle general de Catalunya, va assassinar Baldiri Agullana i Francesc Gilabert de Cruïlles, baró de LLagostera, a Barcelona. El 1529 es pactaren treves temporals però la pau real no va arribar fins al 1575 quan tingué lloc un casament entre les principals famílies valedores: els Agullana i els Sarriera.
Els bàndol dels Sarriera, partidaris dels Cartellà, estava format per la família Sarriera (cavallers de Girona i senyors de Sant Hilari Sacalm) emparentada amb els Cartellà, i fins i tot els ducs de Cardona.